# Hanns-Peter Boehm
Hanns-Peter Boehm (* 9. Januar 1928 in Paris; † 10. Mai 2022) war ein deutscher Chemiker und Professor an der Ludwig-Maximilians-Universität München. 

## Leben
Hanns-Peter Boehm studierte von 1947 bis 1951 Chemie in Regensburg. Er wurde 1953 an der Technischen Hochschule Darmstadt bei Ulrich Hofmann mit der Dissertation Die rhomboedrische Modifikation des Graphits promoviert, wo er sich 1959 ebenfalls mit der Schrift Oberflächenchemie und Adsorption an Kohlenstoff und SiO2 habilitierte. 1970 wurde Boehm Professor und Vorstand des Instituts für Anorganische Chemie der Ludwig-Maximilians-Universität München. Von 1987 bis 1989 war er Dekan der Fakultät für Chemie und Pharmazie. 1994 wurde er emeritiert.
Hanns-Peter Boehm starb im Mai 2022 im Alter von 94 Jahren.

## Wirken
Boehm galt als Pionier der Graphen-Forschung. Auf Hanns-Peter Boehm geht die nach im benannte Boehm-Titration zurück. Er war ehrenamtlich in der Kommission Reinhaltung der Luft tätig.